# Sony Xperia Z1 Compact
Sony Xperia Z1 Compact (модель D5503 ) — смартфон із серії Sony Xperia, розроблений компанією Sony. Z1 Compact має 4,3-дюймовий дисплей і випущений як дешевша і менша версія флагманського Xperia Z1 з 5-дюймовим дисплеєм. Z1 Compact є першим смартфоном Sony, який використовує IPS-панель, яка помітно покращує, погані кути огляду Xperia Z1 та його флагманських попередників, таких як Xperia Z і Xperia ZL.
Японська версія Z1 Compact, яка отримала назву Sony Xperia Z1 f (SO-02F), була представлена 10 жовтня 2013 року і випущена 19 грудня 2013 року виключно для NTT DoCoMo. Міжнародний Z1 Compact був згодом представлений під час прес-конференції на CES 2014 у Лас-Вегасі, 6 січня 2014 року та вперше був представлений у Швеції, 24 січня 2014 року; вихід на більшість ринків відбувся у лютому та березні 2014 року.

## Дизайн
Смартфон Sony Xperia Z1 Compact виконаний у форматі моноблока і є меншою версією Xperia Z1, де дизайн і форма перетекли майже без змін. Всі отвори, крім аудіовиходу, закриті спеціальними заглушками. Як і його старший брат, Z1 Compact є водонепроникним і пилонепроникним, а також має ступінь захисту IP55 і IP58. Телефон також має окрему кнопку спуску затвора та має алюмінієвий цілісний корпус, скляну передню та пластикову задню частину. У середині лютого 2014 року було оновлено технічний документ продукту для цього пристрою, щоб відобразити використання пластику на задній панелі, а не скла, яке спочатку повідомлялося.

## Характеристики смартфону

### Апаратне забезпечення
Смартфон має ідентичне апаратне забезпечення з Xperia Z1, за виключенням екрану і батареї. Він працює на базі чотириядерного процесора Qualcomm Snapdragon 800 (MSM8974), що працює із тактовою частотою 2,2 ГГц (архітектура ARMv7), 2 ГБ оперативної пам’яті і використовує графічний процесор Adreno 330 для обробки графіки. Пристрій також має внутрішню пам’ять об’ємом 16 ГБ, із можливістю розширення карткою microSDXC до 64 ГБ. Апарат оснащений 4,3-дюймовим (110 мм відповідно) дисплеєм із розширенням 720 x 1280 пікселів із щільністю пікселів 342 ppi, що виконаний за технологією IPS LCD. В апарат вбудовано 20,7-мегапіксельну задню камеру з датчиком зображення Exmor RS IMX220. Розмір датчика камери 1/2,3 дюйма такий же, як зазвичай використовується у псевдодзеркальній цифровій камері. Є також світлодіодний спалах, стабілізація зображення, HDR, автофокус, розгорнута панорама, а також 2,2 мегапіксельна фронтальну камера. Обидві камери записують відео з роздільною здатністю 1080p. Дані передаються через роз'єм micro-USB, який також підтримує USB On-The-Go, і порт HDMI (через MHL) для перегляду зображень і відео з пристрою на екрані телевізора. Щодо наявності бездротових модулів Wi-Fi (802.11 a/b/g/n/ac 5 ГГц), Bluetooth 4.0, вбудована антена стандарту GPS з A-GPS + ГЛОНАСС, NFC, трансляція екрана через Miracast, DLNA та MirrorLink 1.0. В Японії смартфон має ще інфрачервоний бластер. Весь апарат працює від Li-ion акумулятора ємністю 2300 мА·г, що може пропрацювати у режимі очікування 600 годин, у режимі розмови — 18 години, і важить 137 грам.

### Програмне забезпечення
Спочатку Sony Xperia Z1 Compact працював під управлінням Android 4.3 «Jelly Bean» із інтерфейсом користувача від Sony та додатковими програмами, включаючи медіа-програми Sony (Walkman, Альбоми і Фільми), а також режимом заряду акумулятора. Крім того, пристрій має режим Stamina, який збільшує час роботи телефону до 4 разів. Кілька програм Google (таких як Google Chrome, Google Play, Google Search (з голосом), Google Maps і Google Talk) уже попередньо завантажені. Sony також радикально змінила інтерфейс користувача камери; де було додано нові функції, такі як TimeShift і ефекти доповненої реальності (AR), такі як ходячий динозавр.
Z1 Compact отримував оновлення ті самі, як і Z1, тому офіційно його останнім оновленням є Android 5.1.1 «Lollipop». Проте неофіційно, на смартфон можна поставити і Android 10.